# Sulejman Tihić
Sulejman Tihić (Bosanski Šamac, 26 de noviembre de 1951-Sarajevo, 25 de septiembre de 2014) fue un embajador y político bosnio, miembro de la presidencia de Bosnia y Herzegovina, en representación de la comunidad bosníaca de ese estado. Fue presidente de la presidencia entre el 28 de febrero de 2004 y octubre de 2004.
Sulejman Tihić nació en la ciudad de Šamac, Yugoslavia, situada al norte de la república socialista bosnia. Consiguió su grado en ley de la Universidad de Sarajevo. Entre 1994 y 1999, Tihić sirvió como diplomático en el ministerio de Relaciones Exteriores de Bosnia-Herzegovina.
El 13 de octubre de 2001, fue elegido presidente de su partido, el SDA. Fue elegido presidente de la presidencia el 5 de octubre de 2002 y ocupó ese cargo hasta 2006. Estaba casado y tenía tres hijos.